# Victor Sintès
Hamid Victor Sintès (ur. 8 sierpnia 1980 w Caen) – francuski florecista reprezentujący także Algierię, trzykrotny medalista mistrzostw świata.
W 2000 roku zdobył brązowy medal indywidualnie i złoty drużynowo na mistrzostwach świata juniorów w South Bend.
Podczas mistrzostw świata w Lipsku w 2005 roku Francuzi w składzie: Nicolas Beaudan, Victor Sintès, Erwann Le Péchoux i Brice Guyart zdobyli złoty medal w zawodach drużynowych. Na rozgrywanych sześć lat później mistrzostwach świata w Katanii zdobył drużynowo srebrny medal. W rywalizacji indywidualnej zajął tam trzecie miejsce, plasując się za Włochami: Andreą Cassarą i Valerio Aspromonte.
Wystartował na igrzyskach olimpijskich w Londynie w 2012 roku, gdzie drużynowo był ósmy, a indywidualnie był dziewiąty. Brał też udział w igrzyskach olimpijskich w Rio de Janeiro w 2016 roku, zajmując 28. miejsce w turnieju indywidualnym.
Zdobył ponadto srebrne medal w turniejach drużynowych na mistrzostwach Europy w Moskwie w 2002 roku, mistrzostwach Europy w Sheffield w 2011 roku i mistrzostwach Europy w Legnano w 2012 roku